# Oder-Havel-Kanalen
Oder-Havel-Kanalen er en kanal i den tyske delstat Brandenburg. Den er bygget mellem 1908 og 1914, og blev oprindelig kaldt Hohenzollern Kanalen. Den går fra byen Cedynia i nærheden af Szczecin ved floden Oder på grænsen mellem Tyskland og Polen til floden Havel (som er en biflod til Elben), i nærheden af Berlin. Den er 82.8 km lang, og 33 m bred.